# Yalode
Yalode és un cràter sobre la superfície del planeta nan Ceres, situat amb el sistema de coordenades planetocèntriques a -26.8 ° de latitud nord i 313.75 ° de longitud est. Fa un diàmetre de 260 km. El nom va ser fet oficial per la UAI el tres de juliol del 2015 i fa referència a Yalode, deïtat de Dahomey honrada per les dones en ritus de collita.